# Independent Spirit Awards 1996
Die elfte Verleihung der Independent Spirit Awards fand am 23. März 1996 statt.

## Zusammenfassung
Klarer Sieger war Mike Figgis’ Trinkerdrama Leaving Las Vegas, das vier Preise gewann. Nicolas Cage, der für seine Rolle in diesem Film den Oscar als bester Hauptdarsteller gewann, wurde jedoch von Sean Penn geschlagen. Penn spielte einen zum Tode Verurteilten in Tim Robbins’ Dead Man Walking – Sein letzter Gang, dieser Film brachte es jedoch nur auf eine weitere Nominierung. Weder er noch Die üblichen Verdächtigen (The Usual Suspects) wurden für den besten Film vorgeschlagen. Ulu Grosbards Georgia war mit vier Nominierungen ebenso starke Konkurrenz für Figgis wie Larry Clarks aufsehenerregender erster Film Kids, der es auf vier Nominierungen brachte, jedoch nicht den Preis für den besten Debütfilm gewann. Before the Rain schlug Atom Egoyans Exotica und Abbas Kiarostamis Quer durch den Olivenhain (Zire darakhatan zeyton) und wurde bester ausländischer Film. Samuel Fuller erhielt einen Sonderpreis.

## Gewinner und Nominierte

### Bester Film
Leaving Las Vegas – Lila Cazès, Annie Stewart
The Addiction – Dennis Hann, Fernando Sulichin
Das Geheimnis des Seehund-Babys (The Secret of Roan Inish) – Sarah Green, Maggie Renzi
Living in Oblivion – Michael Griffiths, Marcus Viscidi
Safe – Christine Vachon, Lauren Zalaznick

### Bester Debütfilm
Kleine Sünden unter Brüdern (The Brothers McMullen) – Edward Burns, Dick Fisher
Kids – Larry Clark, Cary Woods
Little Odessa – James Gray, Paul Webster
Das Geheimnis der Braut (Picture Bride) – Kayo Hatto, Diane Mei Lin Mark, Lisa Onodera
River of Grass – Kelly Reichardt

### Bester Hauptdarsteller
Sean Penn – Dead Man Walking – Sein letzter Gang (Dead Man Walking)
Nicolas Cage – Leaving Las Vegas
Tim Roth – Little Odessa
Jimmy Smits – Meine Familie (My Family)
Kevin Spacey – Unter Haien in Hollywood (Swimming with Sharks)

### Beste Hauptdarstellerin
Elisabeth Shue – Leaving Las Vegas
Jennifer Jason Leigh – Georgia
Elina Löwensohn – Nadja
Julianne Moore – Safe
Lili Taylor – The Addiction

### Bester Nebendarsteller
Benicio del Toro – Die üblichen Verdächtigen (The Usual Suspects)
James LeGros – Living in Oblivion
David Morse – Crossing Guard – Es geschah auf offener Straße (The Crossing Guard)
Max Perlich – Georgia
Harold Perrineau – Smoke

### Beste Nebendarstellerin
Mare Winningham – Georgia
Jennifer Lopez – Meine Familie (My Family)
Vanessa Redgrave – Little Odessa
Chloë Sevigny – Kids
Celia Weston – Dead Man Walking – Sein letzter Gang (Dead Man Walking)

### Bestes Leinwanddebüt
Justin Pierce – Kids
Jason Andrews – Rhythmn Thief
Lisa Bowman – River of Grass
Gabriel Casseus – New Jersey Drive
Rose McGowan – The Doom Generation

### Beste Regie
Mike Figgis – Leaving Las Vegas
Michael Almereyda – Nadja
Ulu Grosbard – Georgia
Todd Haynes – Safe
John Sayles – Das Geheimnis des Seehund-Babys (The Secret of Roan Inish)

### Bestes Drehbuch
Christopher McQuarrie – Die üblichen Verdächtigen (The Usual Suspects)
Tom DiCillo – Living in Oblivion
Mike Figgis – Leaving Las Vegas
Todd Haynes – Safe
John Sayles – Das Geheimnis des Seehund-Babys (The Secret of Roan Inish)

### Bestes Drehbuchdebüt
Paul Auster – Smoke
James Gray – Little Odessa
Harmony Korine – Kids
Steve McLean – Postcards from America
Kelly Reichardt – River of Grass

### Beste Kamera
Declan Quinn – Leaving Las Vegas
Elliot Davis – Die Kehrseite der Medaille (Underneath)
Jim Denault – Nadja
Tom Richmond – Little Odessa
Newton Thomas Sigel – Die üblichen Verdächtigen (The Usual Suspects)

### Bester ausländischer Film
Before the Rain – Milčo Mančevski
Exotica – Atom Egoyan
Ich bin Kuba (Soy Cuba) – Michail Kalatosow
Quer durch den Olivenhain (Zire darakhatan zeyton) – Abbas Kiarostami
Die Stadt der verlorenen Kinder (La cité des enfants perdu) – Marc Caro, Jean-Pierre Jeunet

### Someone to Watch Award
Christopher Münch – Color of a Brisk and Leaping Day
Tim McCann – Desolation Angels – Ohne Skrupel (Desolation Angels)
Jennifer Montgomery – Art for Teachers of Children
Kelly Reichardt – River of Grass
Rafal Zielinski – The Elevator

### Special Distinction Award
Samuel Fuller „für seine enormen Beiträge zum unabhängigen Film“